# Bronte
Bronte – miejscowość i gmina we Włoszech, w regionie Sycylia, w prowincji Katania.
Według danych na rok 2004 gminę zamieszkiwało 18 496 osób, 74,3 os./km².

## Historia
W XII wieku założono tutaj opactwo dla uczczenia zwycięstwa bizantyjskiego generała Georgiosa Maniakesa. W XIX wieku natomiast zmieniono patrona na innego dowódcę wojskowego - tym razem angielskiego admirała Horatio Nelsona.

## Miasta partnerskie
- Drogheda